# Бобарыков, Иван Иванович (историк)
Ива́н Ива́нович Бобары́ков (Бабары́ков) (30 сентября 1890, Санкт-Петербург, Российская империя — 19 января 1981, Ментона, Франция) — русский военный историк, общественный деятель. Специалист по проблемам мобилизации промышленности в предвоенное и военное время.

## Биография
Родился 30 сентября 1890 года в Санкт-Петербурге.
В результате Гражданской войны в России эмигрировал во Францию, где как военный историк занимался проблемами мобилизации промышленности в предвоенное и военное время. В 1930-е годы выступал в Париже с докладами в Институте изучения современных проблем войны и мира, Обществе по изучению мировой войны, Объединении бронепоездных артиллеристов и др.
Публиковался в «Военно-историческом вестнике», в котором в 1974—1978 годах был соредактором.
Для обеспечения себя и семьи до глубокой старости работал ночным таксистом в Париже. Член правления (с 1947), товарищ председателя (1950), заведующий библиотекой Очага русских шофёров.
Окончил жизнь в доме для престарелых русских эмигрантов («старческом доме») «Русский Дом» Братства Святой Анастасии в Ментоне. Умер 19 января 1981 года, похоронен на местном ментонском кладбище, позже перезахоронен на кладбище Сент-Женевьев-де-Буа.

### Семья
- Жена — Екатерина Вячеславовна Бобарыкова.

### Публикации И. И. Бобарыкова
- Бобарыков И. И. Германский шпионаж в северной России // Военная быль. — 1973. — № 120. — С. 43—44.
- Бобарыков И. И. Совпадение ли? // Военная быль. — 1973. — № 123. — С. 29—30.
- Бобарыков И. И. Россия и Швеция в войну 1914-18 гг. // Военная быль. — 1974. — № 127. — С. 14—16.
- Бобарыков И. И. Как английские коммерсанты помогали Германии во время первой великой войны // Военная быль. — 1974. — № 128. — С. 9—10.

### Об И. И. Бобарыкове
- Бобарыков (Бабарыков) Иван Иванович // Российское зарубежье во Франции. 1919—2000: Биографический словарь: В 3 т. / Под общ. ред. Л. Мнухина, М. Авриль, В. Лосской. — Т. 1: А—К. — М.: Наука, Дом-музей Марины Цветаевой, 2008. — С. 174.